# Aztreonam
Aztreonam je sintetičen betalaktam, spada v družino monobaktamov in je prvi antibiotik iz te družine, ki je bil odobren za komercialno uporabo (4). 

## Uporaba
Aztreonam danes uporabljajo predvsem proti najbolj znanim gramnegativnim patogenom, kot so E. coli, Klebsiella sp., H. influenzae, Serratia sp. in tudi Pseudomonas aeruginosa. Antibiotik se ne vnaša peroralno, ampak v telesne tekočine in tkiva in to v tista območja, kjer želimo, da antibiotik deluje (npr. bronhialne, intestinalne izločke, tudi intramuskularno). Ker deluje v velikem razponu pH-vrednosti, je uporaben tudi za zdravljenje ognojkov. Antibiotik se primarno izloči v ledvicah, kjer se v enakem razmerju izloči preko glomerulne filtracije in preko sekrecije. Tisti del, ki se ne izloči skozi ledvice, se izloči v urin. V veliki meri se molekula izloči iz telesa nespremenjena. Aztreonam spada med varne antibiotike, včasih se pojavijo stranski učinki kot so slabost, driska, glivni izpuščaji. Ker vsebuje betalaktamski obroč, v nizkem odstotku povzroča alergijske reakcije pri ljudeh, ki so preobčutljivi na penicilin (5,8).

Značilnost aztreonama je nizka razpolovna doba, t. j. 1,6–2 ur. Pogosto se daje sočasno z drugimi protimikrobnimi učinkovinami, samostojno se uporablja le pri zdravljenju urinarnih infekcij z gramnegativnimi bakterijami (8).

## Proizvodnja
Antibiotik se producira v pozni logaritemski fazi, gojen je submerzno v aerobnih pogojih in v gojišču z asimilativnim virom ogljika in dušika. Po 18–24 urah običajno pride do fermentacije, ko se antibiotik tudi izloči v gojišče (3).

## Mehanizem delovanja
Mehanizem delovanja je podoben kot pri penicilinih in cefalosporinih.  Veže se na PBP-3 (ang. penicillin binding protein-3), ne pa tudi na ostale proteine PBP. Zelo dobro deluje proti aerobnim gramnegativnim aerobnim bakterijam, manj dobro pa proti gramnegativnim anaerobom (npr. B. fragilis) in grampozitivnim (npr. S. aureus). Aztreonam je zaradi vezave na PBS-3 pokazal veliko stopnjo odpornosti proti encimski hidrolizi najbolj znanih kromosomsko in plazmidno kodiranih betalaktamazam (3,4).
Njegovo selektivnost le za gramnegativne anaerobne bakterije in potencialno uporabnost za zdravljenje gastrointestinalnih bolezni so pokazali že Sykes in sodelavci (3).

### Odpornost na betalaktamaze
Kot je bilo prej omenjeno, je aztreonam odporen na veliko betalaktamaz, ni pa odporen na betalaktamaze iz skupine ESBL (ang. extended-spectrum beta-lactamases). Gre za hitro razvijajočo se skupino betalaktamaz, ki so odporne na tretjo generacijo cefalosporinov  in aztreonam, ker so jih sposobne hidrolizirati (6). 